# Давид Ґроф
Давид Ґроф (угор. Gróf Dávid, нар. 17 квітня 1989, Будапешт) — угорський футболіст, воротар угорського клубу «Ференцварош». Виступав також за низку угорських та закордонних клубів. Чотириразовий чемпіон Угорщини.

## Ігрова кар'єра
Давид Ґроф народився 1989 року в місті Будапешт. Займався в юнацьких команд угорських футбольних клубів «Ференцварош» та «Вашаш», пізніше перебрався до школи шотландського клубу «Гіберніан». У 2007 році Ґроф був переведений до основної команди клубу «Гіберніан», проте до 2009 року так і не зіграв у її основному складі. У 2010 році угорський воротар перейшов до англійського клубу «Ноттс Каунті», проте в ньому також не зіграв у основному складі, та в 2011 році грав у оренді в іншому англійському клубі «Менсфілд Таун».
З 2010 до 2013 року Давид Ґроф грав у складі англійської команди «Волсолл». У 2013 році угорський воротар перебрався до Німеччини, де спочатку грав у складі команди «Госларер», а пізніше в складі «Берлін Атлетик». У 2015 році футболіст перейшов до англійського клубу «Ноттс Каунті», проте в його складі не загав, і вже в цьому ж році повернувся на батьківщину до клубу «Чаквар».
У 2016 році Ґроф перейшов до складу клубу «Гонвед», де швидко став основним воротарем, і в перший же рік виступів став у його складі чемпіоном Угорщини. Протягом 2019—2020 років воротар виступав у клубі «Ференцварош», у складі якого ще двічі став чемпіоном країни.
У 2020 році футболіст уклав контракт з клубом «Дебрецен», у складі якого грав до 2023 року, та був у його складі основним воротарем клубу. Протягом 2023—2025 років Ґроф грав у складі грецького клубу «Левадіакос». З початку 2025 року воротар знову став гравцем клубу «Ференцварош», у складі якого вчетверте став чемпіоном Угорщини.

## Титули і досягнення
- Чемпіон Угорщини (3):

«Гонвед»: 2016–2017: «Ференцварош»: 2019–2020, 2020–2021, 2024–2025